# آلیس (تگزاس)
آلیس (به انگلیسی: Alice) شهری در شهرستان جیم ولز ایالت تگزاس از ایالات جنوبی ایالات متحده آمریکا است. در سرشماری سال ۲۰۰۰، جمعیت این شهر ۱۹،۰۱۰ نفر اعلام شد.